# Wodowskaz

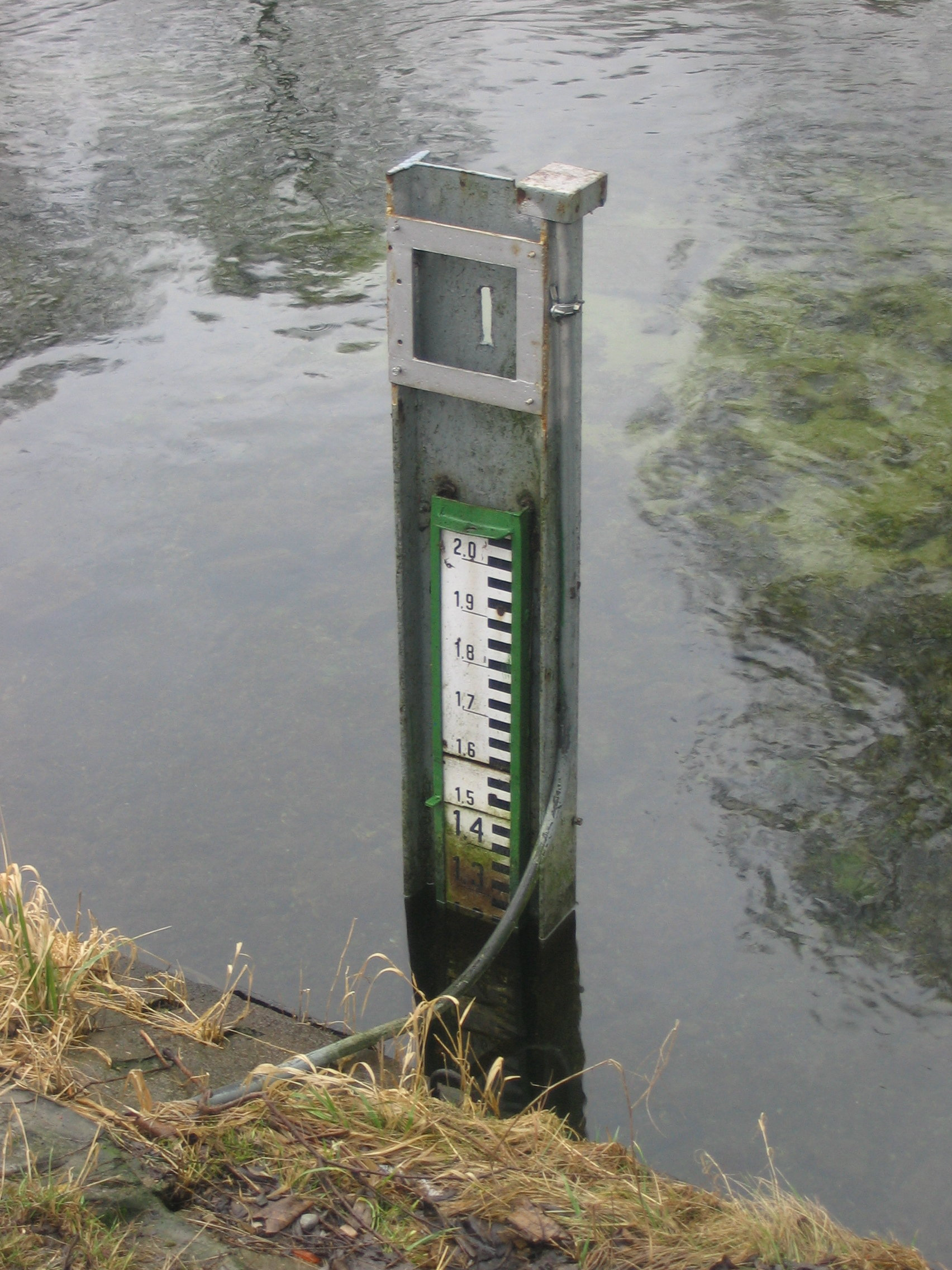
Wodowskaz na rzece Piaśnicy

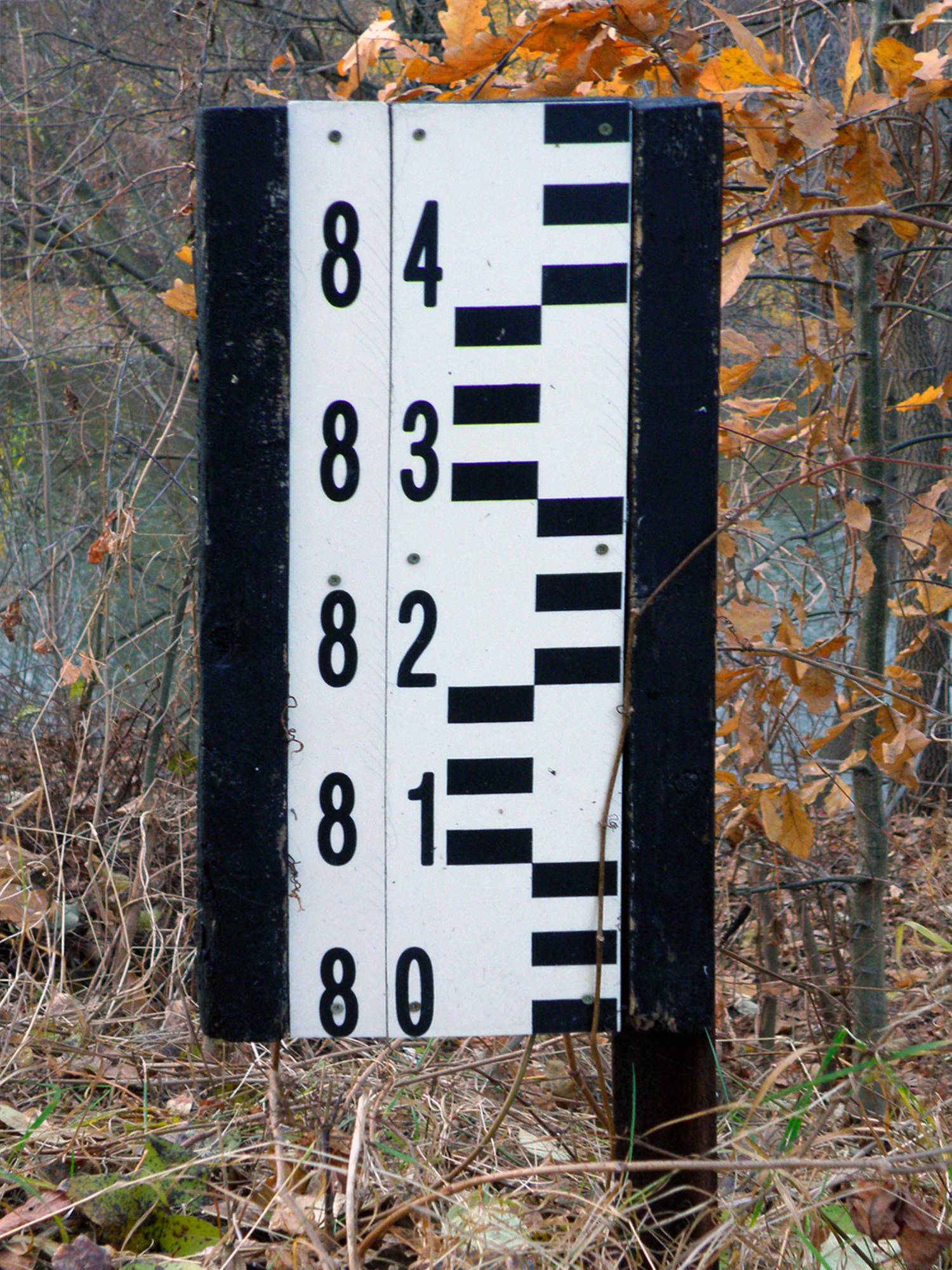
Wodowskaz na Wiśle w Warszawie

Wodowskaz – urządzenie służące do pomiaru poziomu wody. Umieszcza się je przy rzece lub w rzece w profilu wodowskazowym. Najczęściej wykorzystywany typ wodowskazu to wodowskaz łatowy. Wadą wodowskazów jest konieczna obecność obserwatora do wykonania odczytu stanu. Ogranicza to obserwacje do określonych terminów jako tzw. obserwacje zwyczajne wykonywane 1 raz na dobę o godzinie  6:00 UTC (czas uniwersalny koordynowany, to jest o 7:00 czasu urzędowego (lokalnego) zimowego lub o 8:00 czasu urzędowego (lokalnego) letniego, a wyjątkowo (przy dużych dobowych wahaniach stanu wody) 3 razy na dobę: w czasie zimowym o godzinie 7, 13 i 19 lub czasie letnim o godzinie 8, 14 i 20. W sytuacjach nadzwyczajnych, jakimi są wezbrania i powodzie, odczyt wykonuje się nawet co godzinę. Stan wody na wodowskazie odczytywany w centymetrach jest odniesiony do umownego zera wodowskazu, dowiązanego do sieci niwelacji państwowej. W Polsce nie odzwierciedla rzeczywistej warstwy wody w rzece.

## Rodzaje wodowskazów
- wodowskaz łatowy – ma podziałki jednostronne i dwustronne w formie metalowych lub plastikowych tabliczek i segmentów zamocowanych we wnęce ceowego przekroju drewnianej łaty
- wodowskaz grupowo-korespondujący
- wodowskaz pionowo-skośny (łatowo-skarpowy)
- wodowskaz skośny (schodkowy) – ułatwia on pomiar przy przesuwającej się linii brzegowej wraz ze zmianą stanu wody, a także nie utrudnia spływu wody i kry lodowej
- wodowskaz maksymalny (skrzynkowy, pływakowo-zębatkowy, pływakowo-zapadkowy, itp.) – zachowuje najwyższy stan wody do czasu przybycia obserwatora
- wodowskaz palowy
- wodowskaz pływakowy
- wodowskaz rejestrujący analogowy (limnigraf analogowy)
- wodowskaz rejestrujący cyfrowy (limnigraf cyfrowy)
- wodowskaz rejestrujący cyfrowy z funkcją telemetryczną (limnigraf telemetryczny)
- wodowskaz precyzyjny (o dokładności do 0,01mm)